# Achaera
Achaera is een geslacht van vlinders van de familie van de tandvlinders (Notodontidae). De wetenschappelijke naam van dit geslacht is voor het eerst voorgesteld door Sergius Kiriakoff in een publicatie uit 1963.
Dit geslacht is monotypisch, dat wil zeggen dat het maar één soort heeft namelijk Achaera ochribasis (Hampson, 1910) uit Oost-Afrika.